# Міністерство харчової промисловості СРСР
Міністерство харчової промисловості СРСР (Мінхарчпром СРСР, МХП СРСР) — союзно-республіканське міністерство, що здійснювало керівництво харчовою промисловістю Радянського Союзу.

## Історія
Мінхарчпром СРСР існував протягом двох періодів радянської історії.

### 1946-1953 роки
15 березня 1946 року Народний комісаріат харчової промисловості СРСР перетворений в Міністерство. Республіканські наркомати харчопрому зазнали одночасного перетворення в республіканські міністерства.
Міністерство було ліквідовано в березні 1953 року, коли шляхом злиття його з Міністерствами легкої, рибної, м'ясної і молочної промисловості було створено одне Міністерство легкої і харчової промисловості СРСР.

### 1965-1985 роки
Міністерство знову відтворено при ліквідації раднаргоспів у 1965 року.
Воно проіснувало до 1985 року, коли було скасоване у зв'язку із створенням Державного агропромислового комітету СРСР (Держагропрому СРСР) на базі 6 ліквідованих союзно-республіканських міністерств і відомств — Мінсільгоспу, Мінплодовочгоспу, Мінхарчопрому, Мінм'ясомолпрому, Мінсільбуду і Держкомсільгосптехніки СРСР.

## Міністри харчової промисловості СРСР
- Зотов Василь Петрович (1946-1949)
- Павлов Дмитро Васильович (1949-1951)
- Сиволап Іван Кузьмич (1951-1953)
- Зотов Василь Петрович (1965-1970)
- Леїн Вольдемар Петрович (1970-1985)